# Jean-Pierre Sinapi
Jean-Pierre Sinapi (* 28. Januar 1949 in Cahors) ist ein französischer Filmregisseur.
Sinapi, Sohn einer italienischen Einwandererfamilie, kam aus dem technischen Bereich und lehrte fünf Jahre lang Physik am Lycée Diderot, ehe er sich dem Schreiben zuwandte. Zu seinen Vorbildern gehörte Pier Paolo Pasolini. Sein erster Versuch, La vallée des espoirs, hatte autobiographische Hintergründe und wurde 1984 von Jean-Pierre Marchand fürs Fernsehen adaptiert.
Häufig arbeitet er mit Daniel Tonachella zusammen; seit der Mitte der 1980er Jahre schrieb er mehrere Drehbücher, etwa zu Ludo Sanders und zu La madonne et le dragon.
Als Regisseur betätigte er sich erstmals 1996 bei Un arbre dans la tete. Sein Film Uneasy Rider (Nationale 7) erhielt bei der Berlinale 2000 den Panorama-Publikumspreis. Ein weiterer bekannter Film, bei dem Sinapi Regie führte, ist die französisch-deutsche Produktion Vivre me tue / Leben tötet mich aus dem Jahr 2002. 2004 folgte Camping à la ferme.

## Filmographie
- La vallée des espoirs (1989)
- Uneasy Rider (2000)
- Leben tötet mich (2002)
- Es lebe die Bombe (2006)